# Ільчино
І́льчино (рос. Ильчино, башк. Илсе) — село у складі Учалинського району Башкортостану, Росія. Адміністративний центр Ільчинської сільської ради.
Населення — 1143 особи (2010; 1203 в 2002).
Національний склад:
- башкири — 98%